# جيمس سمول
جيمس سمول (بالإنجليزية: James Small)‏ هو لاعب اتحاد الرغبي جنوب أفريقي، ولد في 10 فبراير 1969 في كيب تاون في جنوب أفريقيا.

## وصلات خارجية
- جيمس سمول عل موقع إسبنسكروم (الإنجليزية)
- جيمس سمول على موقع ItsRugby.co.uk (الإنجليزية)